# ジャコバン派
ジャコバン派（ジャコバンは、フランス語: Jacobins, IPA: [ʒakɔbɛ̃]; Club des Jacobins、フランス革命期の政治結社である。通称の由来はパリ・サントノレ通りのジャコバン修道院を本部としたことによるが、正式名称は「憲法の友の会」（Société des Amis de la Constitution）、「ジャコバン協会、自由と平等の友」（Société des Jacobins, Amis de la Liberté et de l’Égalité）である。
後述のように内容は時期によって異なるが、マクシミリアン・ロベスピエールが中心となって急進的な革命の推進を行った時期が有名。フランス革命を主導した主流で、恐怖政治で活躍し、テルミドールのクーデター以降、一転、没落の道をたどる。国民公会で左の席に座ったことから左翼の語源となり、恐怖政治（仏: La Terreur）は、テロ、テロリズムの語源となった。

## 定義

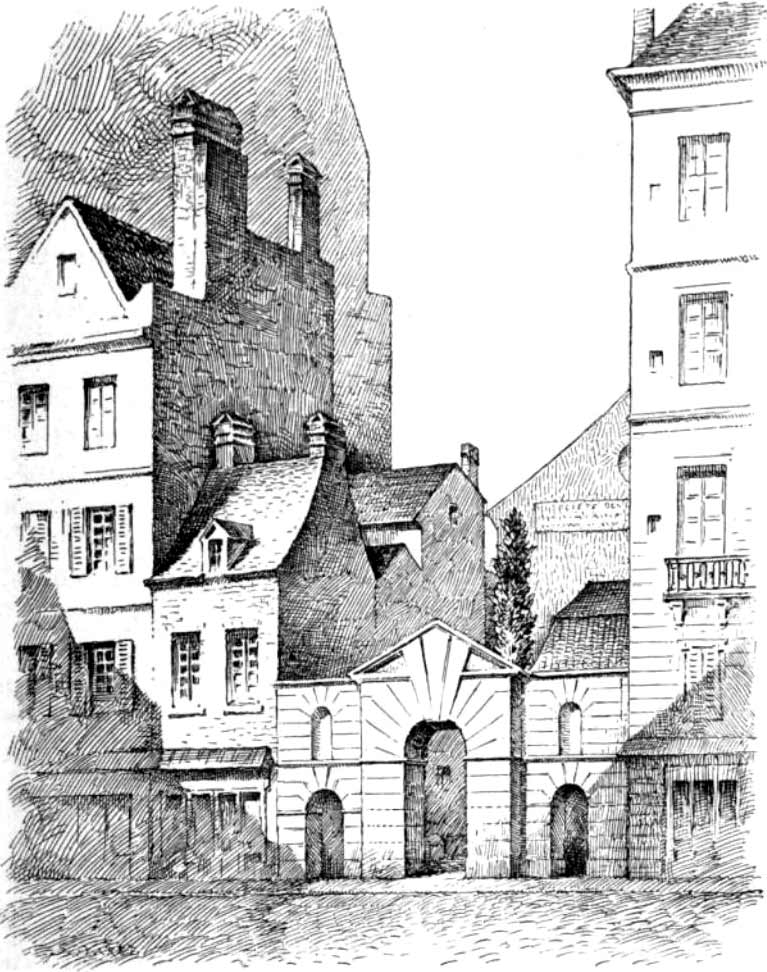
ジャコバン派が本拠地としたジャコバン修道院

元々は、ジャコバン・クラブというさまざまな思想を持つ人々が集まる政治クラブであった。この政治クラブはフランス全国に支部をもち、組織的に革命を推進した。しかし、革命を経るにつれて信念や政策によって分裂し、まず立憲君主派であるフイヤン派が、ついで穏健共和派であるジロンド派がこのクラブから脱退し、最終的に山岳派（Montagnards、モンタニャール、モンターニュ派とも）と呼ばれる急進共和派の集団がジャコバン・クラブに残り、主導権を握る（右図も参照のこと）。
そのため、まれに広義の意味としてジャコバン・クラブに属していた市民、または単に革命を支持する革命派を指してジャコバン派ということもあるが、一般的には後者の急進共和派（山岳派）を指して用いられる。実際、ラファイエットやブリッソーなどのフイヤン派・ジロンド派の代表格も一時期ジャコバン・クラブに属していたが、彼らを指して「ジャコバン派である」と言うことは（紛らわしいため）まずない。ただしジロンド派がジャコバンの一部であるという考え自体は間違いではない。
一方で、急進共和派クラブであるコルドリエ・クラブ系の急進共和主義者たち（コルドリエ派）に対して用いる場合もある。この場合はクラブの違いを意識して区別されるだけであり、両者に立場的違いがはっきりあるわけではない。

## 経緯

### 設立

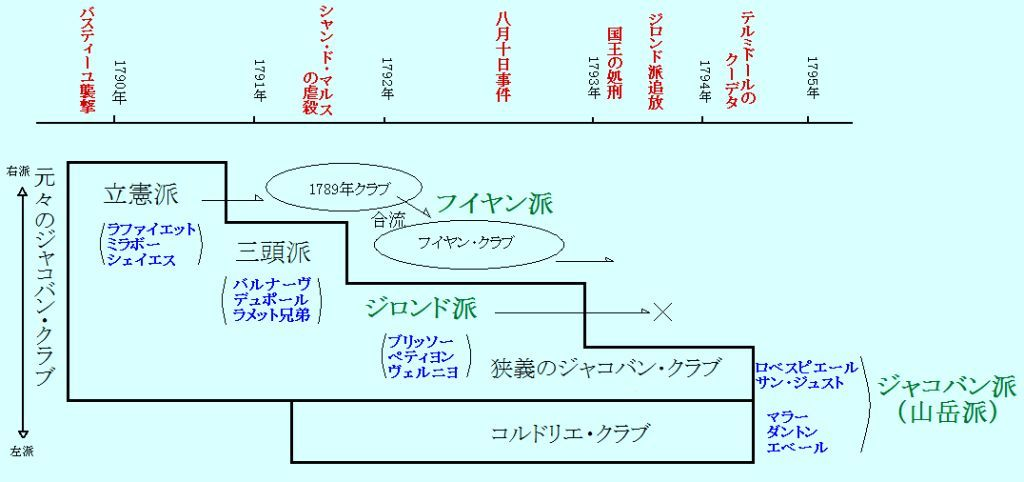
ジャコバン・クラブの変遷

三部会の第三身分の議員のうち、ブルターニュ出身議員で構成されたブルトン・クラブが原型である。ヴェルサイユ行進ののち、ジャコバン修道院で集会が行われるようになり、ジャコバン・クラブと呼ばれるようになる。

### ジャコバン派成立まで

#### 立憲君主派（フイヤン派）の脱退
1790年の3〜6月にかけて、ラファイエットやバイイら立憲君主派はジャコバン・クラブから脱退し、89年クラブを創設した。一方、ジャコバン・クラブ内では1791年6月の、ルイ16世一家の国外逃亡未遂（ヴァレンヌ事件）や7月のシャン・ド・マルスの虐殺を期に、国王の責任を追及する左派と、議会と国王を共存させようとする右派が対立した。
この時期、バルナーヴやデュポール、ラメット兄弟などの右派（つまり三頭派）がジャコバン・クラブから相次いで脱退。これに先の89年クラブが合流し、フイヤン・クラブ（フイヤン派）が創設された。この時点でジャコバン・クラブからは立憲君主派が消え、残ったのは、穏健・及び急進的共和派となった。

#### 穏健共和派（ジロンド派）の脱退

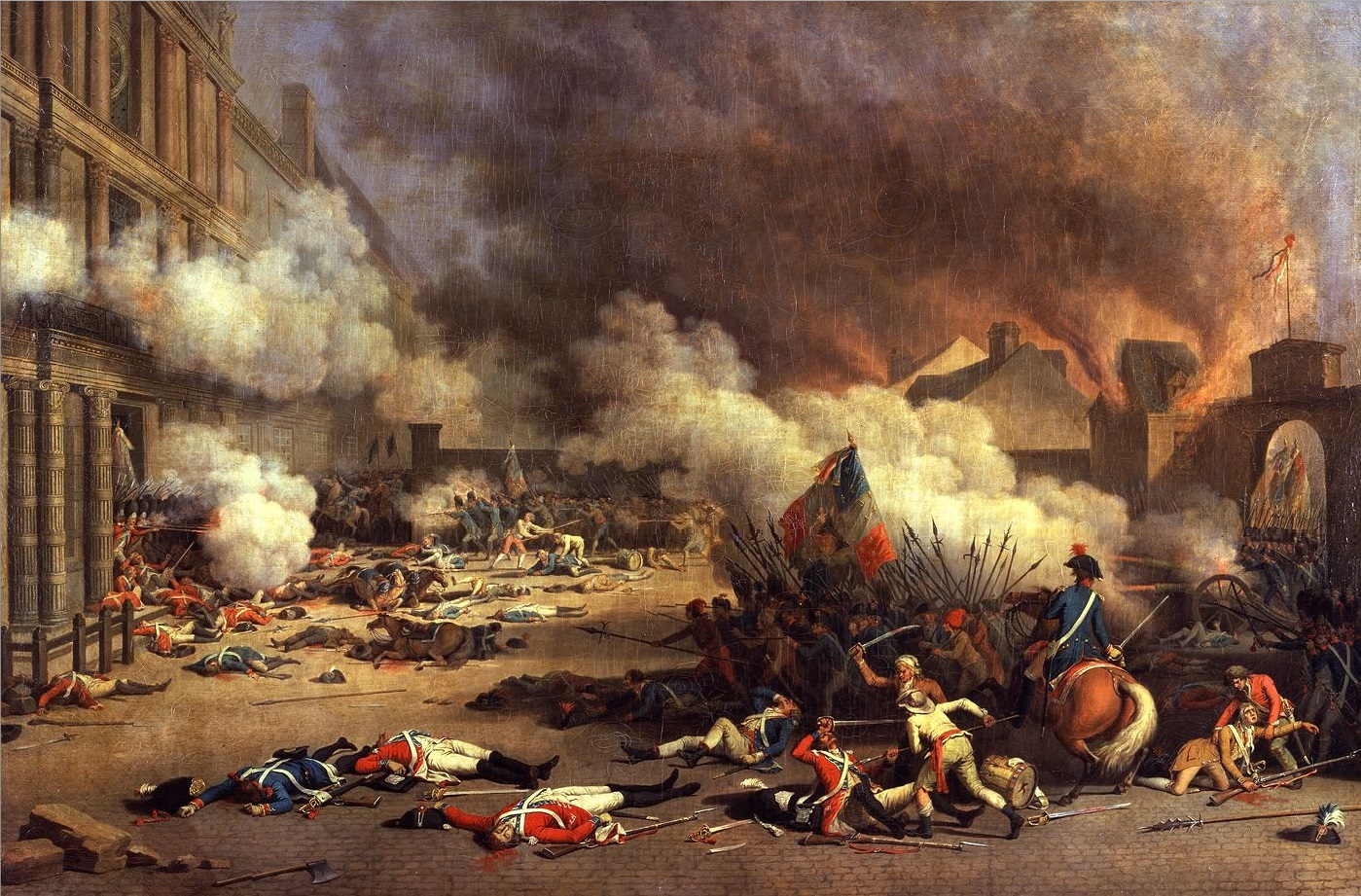
8月10日事件

1792年、他のヨーロッパ諸国との戦争の気運が高まる。それに対し、ジャコバン・クラブ内では、主戦派と反戦派との対立が始まる。この対立は、主戦派＝穏健共和派（ジロンド派）、反戦派＝急進共和派（ジャコバン派）という構図であったが、議会では主戦派のジロンド派が実権を握り、4月20日、オーストリアに対し、宣戦を布告した。しかし、破産状態のフランスは戦備が整っておらず、兵士も未訓練で、革命の余波が軍隊に及んで指揮系統が機能しないフランス軍は敗戦を重ねる（またこのとき、王妃マリー・アントワネットがフランス軍の作戦を敵軍へ提供していたと言われている。）
プロシア軍が参戦するなどの情勢の変化や度重なる敗戦の中、拒否権を発動するルイ16世によって国政も停滞したため、反戦派の中心であったロベスピエールやダントン、マラーが主導し、8月10日事件を機に王権の廃止を要求、実現させる。
やがて、国民公会と名のついた議会が召集される。この時点でジャコバン・クラブにはジロンド派・ジャコバン派両派閥の議員が混じって在籍していたが、ボルドークラブの人脈とブルジョワを支持基盤とするジロンド派と、民衆を支持基盤とする山岳派との対立が深刻になっており、ブリッソーを指導者とするジロンド派は、10月以降次々とジャコバン・クラブから脱退する。
こうしてジャコバン・クラブに残ったのは急進共和派だけとなり、ようやくジャコバン・クラブ＝ジャコバン派と呼べる状況となる。また、急進共和派議員の多くは議会で議場後方の高い位置に陣取ったため、山岳派とも呼ばれた。

### 山岳派独裁

#### ジロンド派の追放
国王裁判でも対立したジロンド・ジャコバン両派であったが、国民投票や執行猶予などにこだわったジロンド派に対して、ロベスピエールや、サン＝ジュストといった山岳派の明確な主張が勝り、1793年1月21日、国王の処刑に至る。国外では全ヨーロッパを敵にし、国内では大衆の人気を失い、山岳派に圧倒され始めたジロンド派は、山岳派の主要人物の拘束を図るが、マラーやエベールに対して行われた裁判はいずれも無罪となり、法廷闘争でも敗北した。
エベール派やアンラジェを中心にしてコミューンが暴動（いわゆる五月蜂起）を煽るようになると、ジロンド派は攻撃の的を山岳派に絞るが5月26日にロベスピエールがジャコバン・クラブで行った演説によって失脚。5月31日～6月2日にかけて、機能不全となった政府に怒りを募らせた民衆の武装蜂起が起こり、ジロンド派は国民公会より武力で追放され、さらに逮捕・処刑された。ここに、ジャコバン派が主導する体制が確立する。

#### ジャコバン派内部での派閥闘争
やがて憲法は停止され、ロベスピエールも属した大公安委員会が革命の遂行のため、あらゆる権限を有するようになる。次第に彼らによる委員会独裁が始まり、内戦の激化によって反革命派の粛清といった必要から、非常手段としての恐怖政治を求める声がパリでは強くなっていく。しかし次第にそれが急進過激化すると多くの無関係の市民も処刑されるようにと変貌していった。
大胆な政策の実行や、反革命派の粛清により、一応の安定をみたフランス国内であったが、ジャコバン派内部で恐怖政治に対する見解の相違から、恐怖政治の緩和を求める寛容派（ダントン派・右派）と、恐怖政治をより強化するように求める矯激派（エベール派・左派）が山岳派と分裂する。両派の間に立つ山岳派内の中道左派（ロベスピエール派）は、分裂した双方の派閥をそれぞれ粛清し、自らの影響力を強化させて、自らの政策（主に貧者対策で、小土地所有農民の形成にあったとされる）を実現させようと、恐怖政治を継続させた。

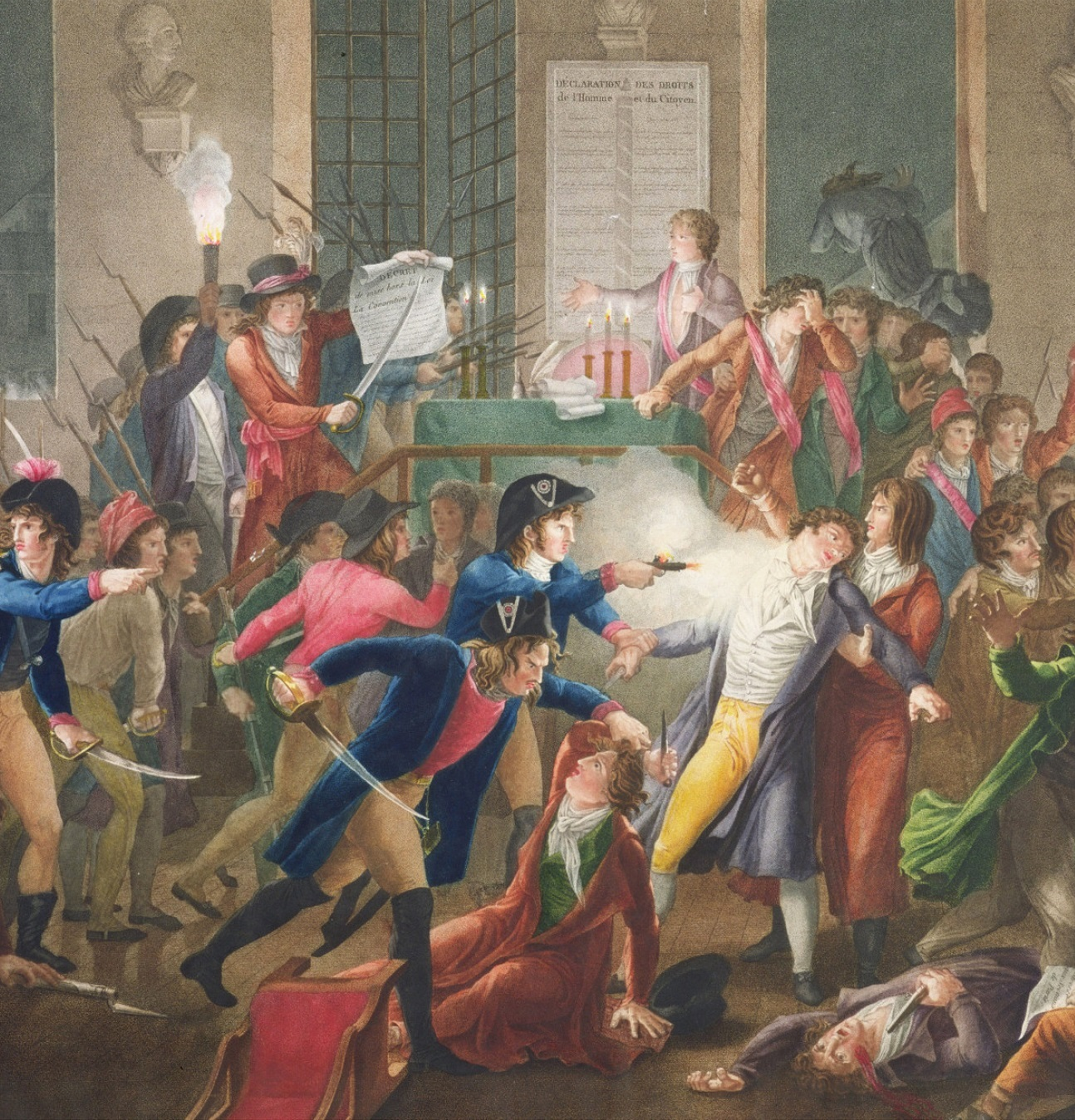
テルミドール9日のクーデター

### 終焉
ロベスピエール派は少数グループで、もともと支持基盤が弱かったが、極端な権力の集中と恐怖政治の実行により、名目的な主導的地位にあったロベスピエール派に非難の矛先が向くようになり、最高存在の祭典やカトリーヌ・テオの神の母事件などで、ロベスピエールが独裁者となり、国王を目指しているのではないかというあらぬ疑念が広まって、次第に孤立していった。やがてテルミドール9日のクーデターが起こり、ロベスピエールが失脚すると、同年10月16日には法令により他派閥との連帯や統合が禁止され、全構成員の名簿を3ヵ月ごとに提出することが義務付けられた。そして同年11月12日にジャコバン・クラブの集会が禁止され、関連書類も全て封印されたため、事実上閉鎖される。政権を手にしたテルミドール派は右派に転向して反動政治を行ったため、総裁政府時代にも、ジャコバン派残党ら左派勢力は徹底した粛清を受けた。
1795年、すべての政治クラブの活動が禁止されると、地方に存在していたジャコバン派の勢力も急速に衰退する。ただしナポレオンによるブリュメール18日のクーデター（1799年）時にはフランス全土におよそ一万人のジャコバン派とされる実勢力はあった。しかしナポレオン体制下でも引き続き弾圧を受け、政治的勢力としての存在は消滅した。
ジャコバン派の思想そのものはバブーフら共産主義の先駆とされるネオ・ジャコバンや、フランス7月革命、1848年革命などの19世紀の諸革命を通して受け継がれ、共産主義思想やロシア革命に受け継がれるのであった。

## 政策
1793年、通称ジャコバン憲法と呼ばれる憲法が採択される。これはジャコバン・山岳派の理想が反映された初の普通選挙を基にする憲法であったが、国内外の戦争のために、結局、選挙が行えず、施行されることもなかった。公安委員会を中心にして、一般最高価格法や革命暦の採用などが行われていった。
1794年2月4日にプリュヴィオーズ16日法を可決し、全フランス領での奴隷制の廃止を決議した。この決議を受けてサン＝ドマングの実力者トゥーサン・ルーヴェルチュールはフランスへの帰属を決めた。

## ジャコバン派内部における党派
派内での対立が深刻になる以前は、マラー、ダントン、ロベスピエールの3人を指して「ジャコバン三巨頭」と呼んだ。

### エベール派（矯激派）

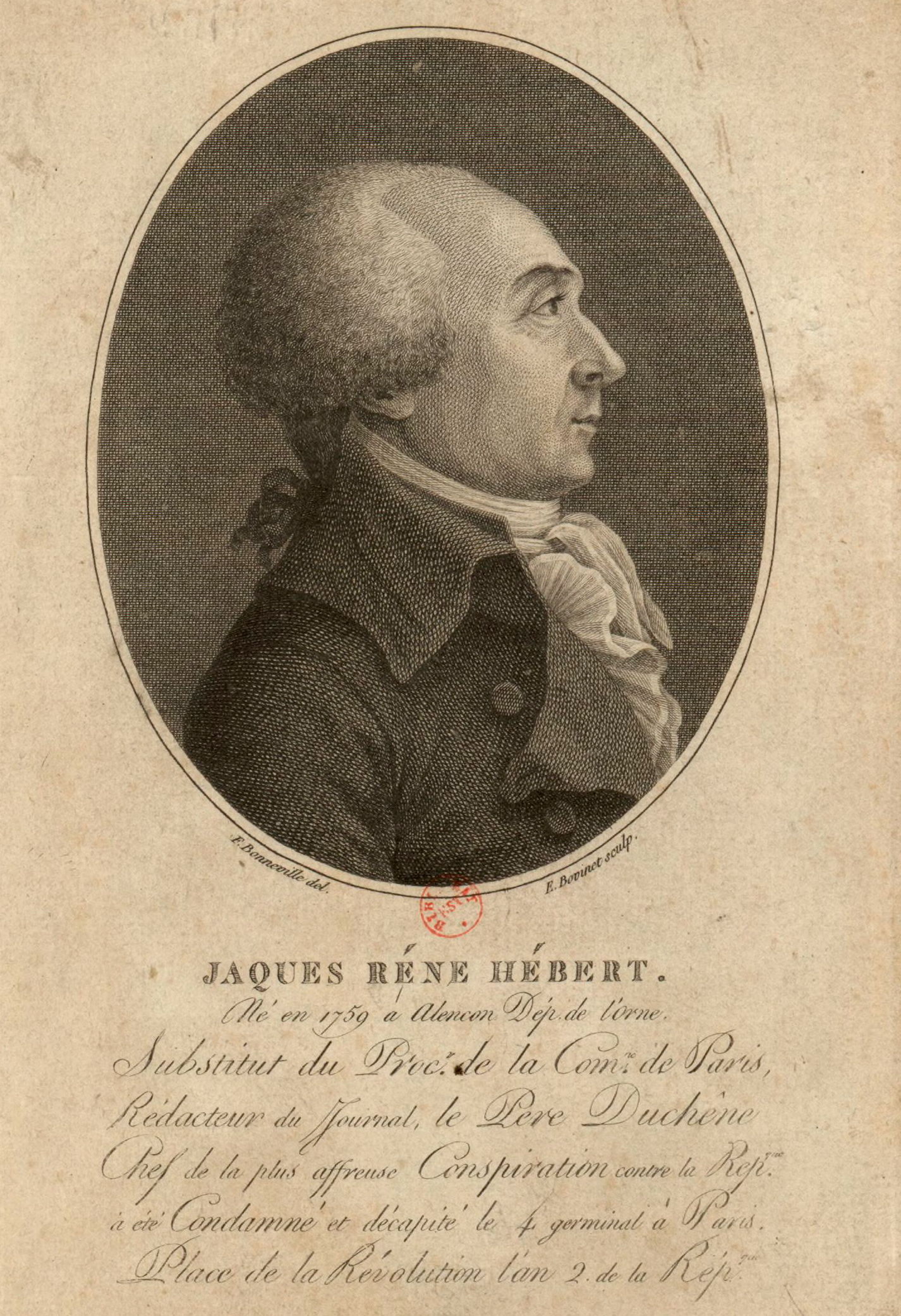
矯激派の領袖格とされたエベール

急進左派で、極左勢力。別名、矯激派。主要なメンバーの一人であるジャック・ルネ・エベールの名を冠するが、特にリーダーは不在。政策も曖昧で、矯激派や跳ね返り分子と言われたのは、アジテーションだけで内容がなかったことに由来する。無教養なサン・キュロット、下層貧民を支持基盤としており、むしろ議会の外、パリ・コミューンに強い勢力を持っていた。しばしば革命政府を「なまぬるい」として非難し、さらなる革命の推進（つまり恐怖政治の強化）を要求。エベールの発行する新聞『デュシェーヌ親父』を通して人気を獲得し、一方で新聞を軍に専売することでの不正蓄財もあり、議会転覆を狙って民衆の蜂起（いわゆる三月蜂起）を促すなどしたため、ロベスピエール派のみならず他の全ての党派から危険視され、粛清された。また、汚い野次や根も葉もない告発を行う議員も多く、その点もロベスピエール個人から嫌われる原因となった。
アナカルシス・クローツら無神論者が理論的指導者のなかにおり、反キリスト教政策を掲げて、「理性の崇拝」を進めたのもこのグループ。またマリー・アントワネットの処刑、ジロンド派の追放、ヴァンデでの虐殺でも主導的役割を果たした。メンバーは名前をギリシャ名に変えたという特徴がある。ジャック・ルーら「アンラジェ」（過激派/激昂派、派外勢力）とは考えは近いが、両派は対立関係にあった。

### ダントン派（寛容派）

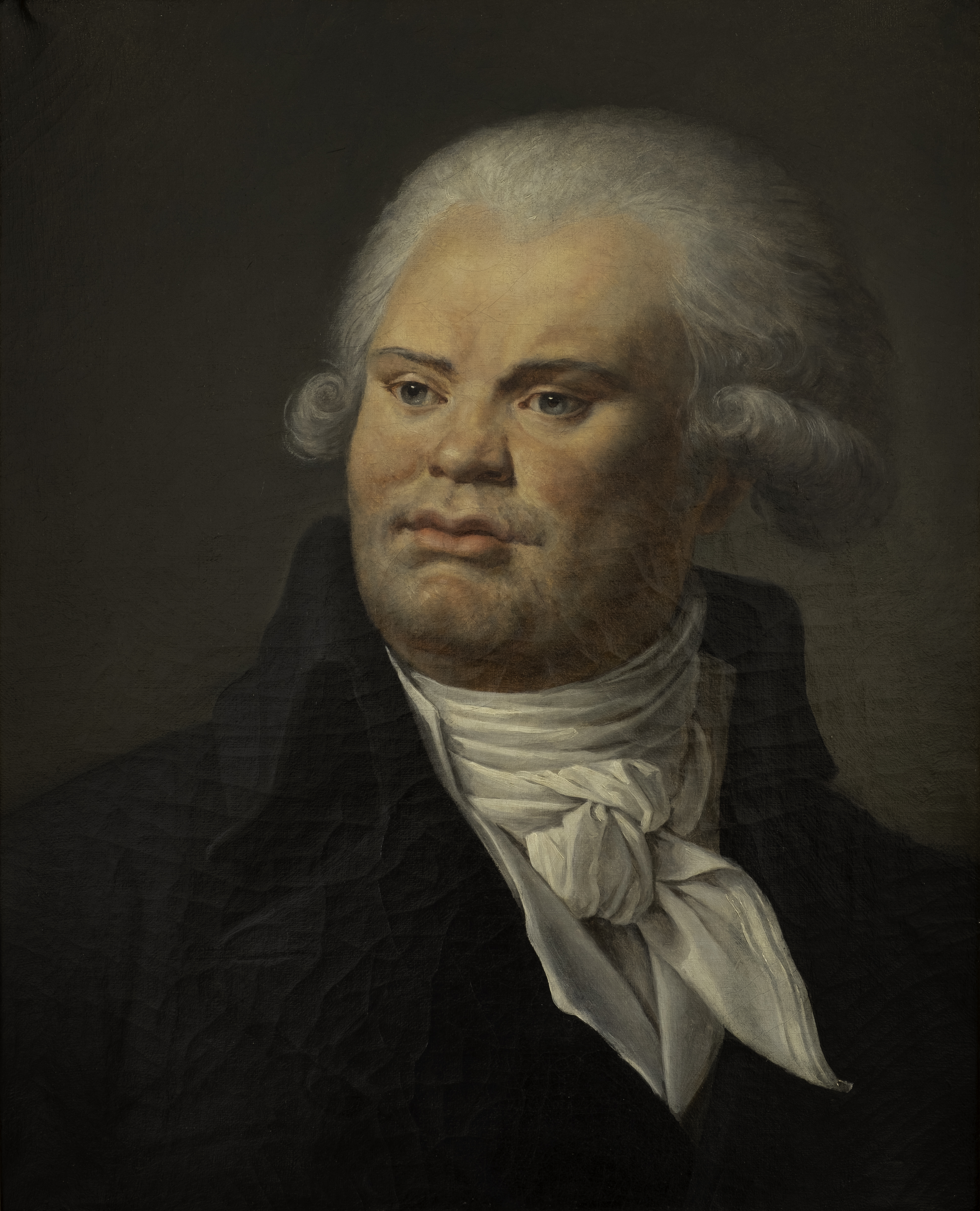
寛容派領袖ダントン

ジャコバンの右派勢力。別名、寛容派。ジョルジュ・ダントンを領袖に、カミーユ・デムーラン、エドー・ド・セシェルなども有力なメンバー。酒や女、ギャンブルなどで人生を楽しんでいた享楽的な人物が多いのが特徴。ジャコバンを支持するブルジョワ層とのつながりが深く、ジャコバン派（ないしコルドリエ派）の中では最も穏健なグループである。ジロンド派との抗争の際には、ジロンド派内閣では入閣したこともあったため、彼らとの融和に努めたが、ダントンらの努力はジロンド派の議員によって拒絶されて無駄になった。ダントン派と激しく敵対したエベール派の処刑後、先んじてこれに寛容な態度を要求したことで知られ、恐怖政治の終了や、フランス革命戦争の終結などを主張した。しかし未だ改革半ばで、革命の継続をはかるロベスピエール派（直接的にはサン＝ジュスト）は、主導権を奪われることを恐れて、王党派との内通罪という事実無根の罪をでっち上げて、粛清することにした。
リーダーであるダントンは個人的に人気があり、民衆への影響力も大きかった。またダントンやデムーランは、個人的にはロベスピエールとは親友の関係にあった。そのため彼らの粛清を決めたロベスピエールは逮捕に際して顔面蒼白になったと言われる。バラスとフレロンはダントン派の生き残りであり、テルミドールのクーデタでは彼らには個人的な復讐という動機もあった。

### ロベスピエール派（中道左派）

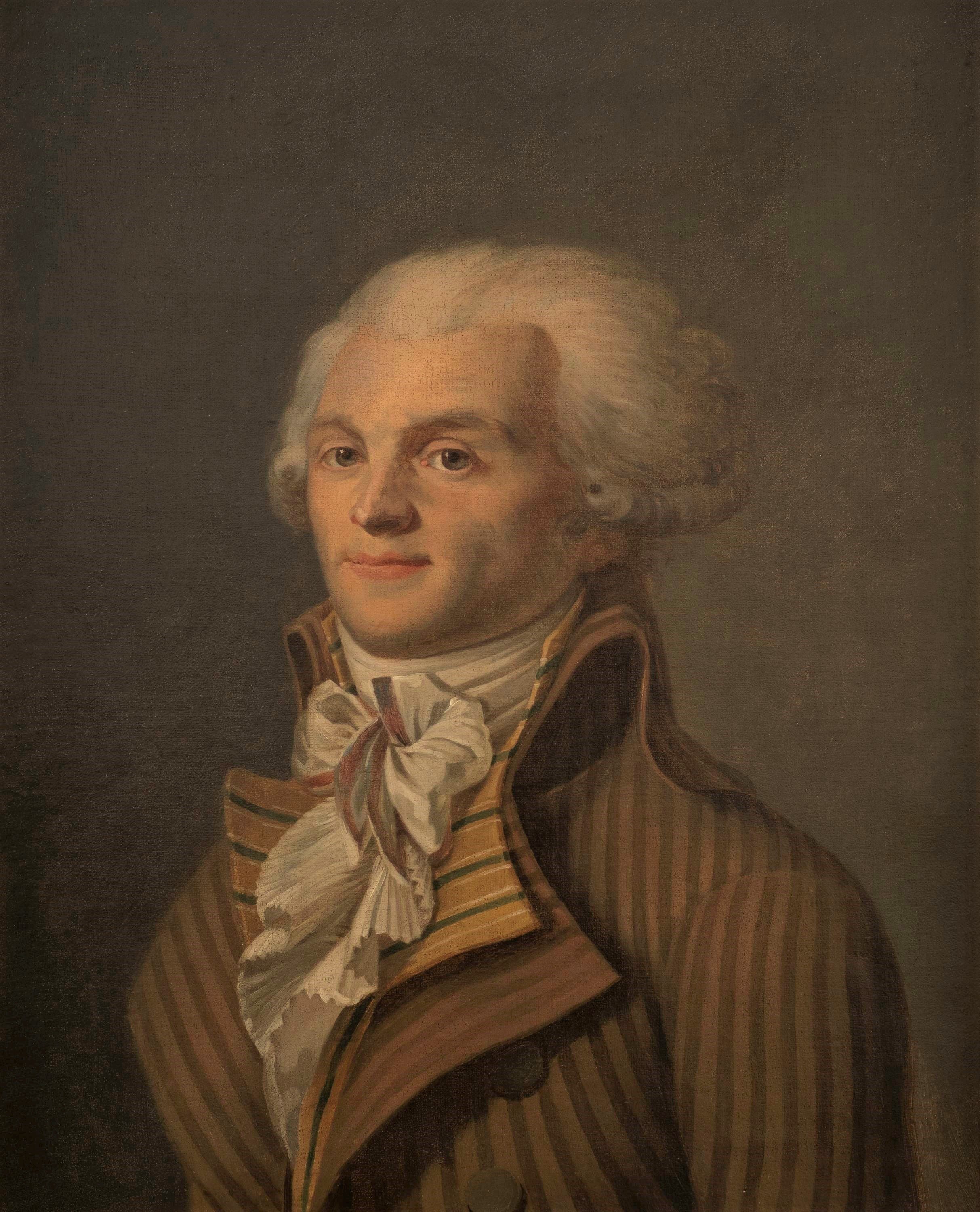
中道左派領袖ロベスピエール

便宜的に中道派と呼ばれることがあるが、実際の中道派は平原派である。厳密にいうと中道左派ないし左派中道である。派内闘争に勝ち抜き、最後まで革命の中心たらんとしたグループ。マクシミリアン・ロベスピエールを領袖とし、サン＝ジュスト、クートンとの三頭政治を行った（この場合も、この3人を「ジャコバン三頭」と呼ぶことがある）。ルバも含めて、個人的な友情のつながりを重視するという特徴があり、少数の友愛同志だけで構成される。
矯激派のエベール一派、寛容派のダントン一派を粛清した後、ロベスピエール派は影響力は強まったが、公安委員会政府の主導的役割を果たしていたものの、公安委員会の12人（ダントン派粛清後は1名欠員）のうち同派はわずか3名のみで、保安委員会には同派は1人しかいなかった。議会でも少数派であるがゆえに、ロベスピエールらが提案した法案を議会に通すには平原派や無党派のジャコバン派議員の協力は不可欠だったのであり、独裁的に振舞った事実はない。このためサン＝ジュストが提出した法案のいくつかは否決されている。ロベスピエールは政策を推し進めるには、議会やクラブで演説して、聴衆を説得する必要があった。ロベスピエール派の支持基盤は議会にはなく、パリのジャコバン派民衆であり、アンリオが指揮する国民衛兵隊および武装民兵であった。

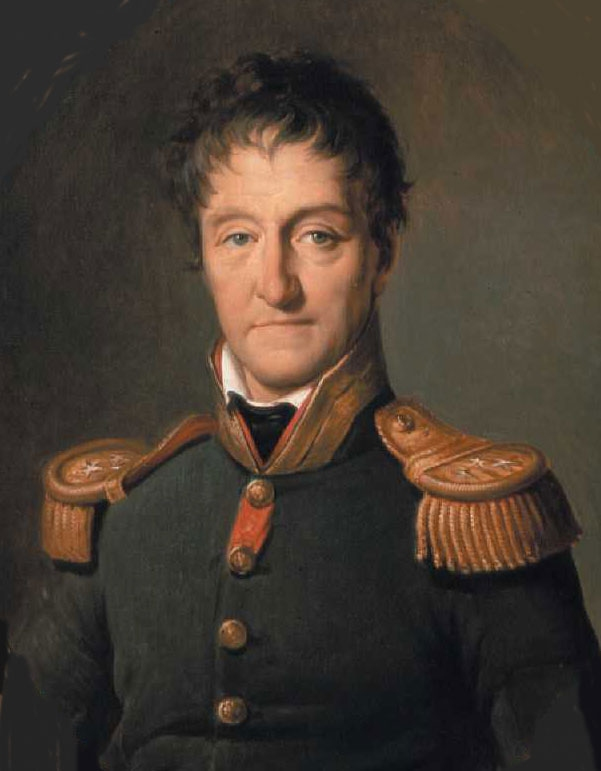
ジャコバンでない山岳派と呼ばれたカルノー

しかし、身にやましいことのある議員や、地方で極端な虐殺・汚職を行った派遣議員達は、パリに召還されると、清廉潔白で潔癖症とも言うべき独裁三頭からの告発を恐れるようになる。猛威を振るい始めた革命裁判所での処刑を恐れ、武装民兵の脅迫をうけていた議員達は、ロベスピエールに反対できなくなっていたが、ジョゼフ・フーシェの陰謀により結束した反ロベスピエール派議員たちがテルミドールのクーデタを起こすと、いっせいに無党派がこれを支持。最後は武力で打倒された。

### 無党派の山岳派
ラザール・カルノーやサン＝タンドレ､プリュール・ド・ラ・コート＝ドールなどに代表される山岳派に属する無党派議員。一部は平原派と混同されるが、ジロンド派追放後の議会では最大派閥だった。フランス革命当時は政党が存在しないため、議員は個々人の信条で行動して、実のところ党派はそれほど明確ではなかった。党派は後世の史家が創った便宜的な括りという面が少なくない。彼らのような無党派議員は、特に領袖となるリーダーを持たないかわりに、それぞれの法案で独自の投票行動をしており、（カルノーなどの頑固者は除いて）そのつど主流となった政治家に追随した。

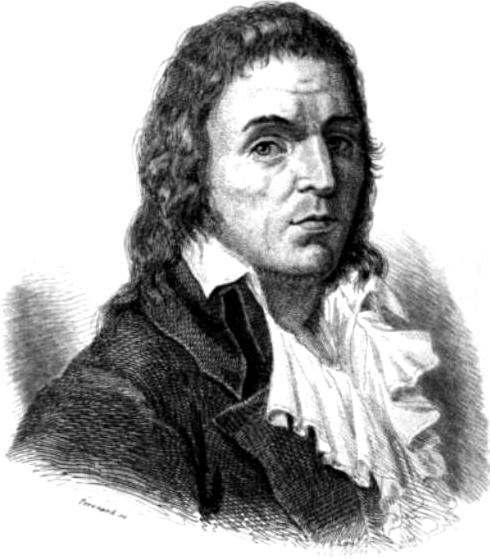
ネオ・ジャコバンに属したバフーフ

無党派のなかにも、左派と右派、中道がおり、コロー＝デルボワやビヨー＝ヴァレンヌはエベール派のシンパとされた極左である。テルミドール後は、これら極左は追放され、右派と中道、若干の左派残党の日和見主義者達は、一部はテルミドール派と合流、一部はネオ・ジャコバンへ、残りは総裁政府議会の共和派諸派となった。

### ネオ・ジャコバン
恐怖政治的な革命独裁を信奉した一派で、ブランキ派や第一インターナショナルの労働者らとともにパリ・コミューンの評議会を構成した。
後発の最も過激な平等主義者のグループ。あまりに極端な主張であるため、一部でしか支持を得られず、また弾圧の対象でもあった。私有財産の廃止を求めるなど、分配重視の初期社会主義的な主張をしていた。共産主義のルーツとして知られ、フランソワ・ノエル・バブーフ、国際的な職業革命家のフィリッポ・ブオナロッティなどがそのメンバーとして挙げられる。
革命中は勢力を誇ることはなかったが、むしろ革命後の19世紀の諸革命でその思想を浸透させ、ジャコバン主義を共産主義へとつないだ。